# 布里亞克利夫 (阿肯色州)
布里亞克利夫（英語：Briarcliff）是一個位於美國阿肯色州巴克斯特縣的城市。根據2020年美國人口普查，該地人口為236人，而該地的面積約為5.83平方千米。

## 地理
布里亞克利夫的座標為36°16′17″N 92°16′50″W / 36.27139°N 92.28056°W，而該地的平均海拔高度為219米（即719英尺）。